# Intel Capital
Intel Capital es una división de Intel, dedicada al manejo de Capital Riesgo, inversiones globales y fusiones y adquisiciones. Intel Capital realiza sus inversiones en empresas de tecnología emergentes y compañías que ofrecen hardware o Software, servicios enfocados en inteligencia artificial, tecnología autónoma, datos centralizados y de nube, 5G, computadoras de última generación, manufacturación semiconductora, entre otras tecnologías

## Historia
Intel Capital fue iniciada en 1991 por Les Vadasz y Avram Miller. Su nombre original fue Desarrollo Empresarial Corporativo (CBD, por sus siglas en inglés). En aquel tiempo, Intel invertía principalmente en compañías americanas, en 1998 el 95% de sus inversiones fueron a empresas estadounidenses. Con el tiempo, inversiones a compañías no-estadounidenses creció, para 2012 las inversiones internacionales suponían el 57% de todas las inversiones en la compañía. En aquel tiempo, alrededor de 200 compañías del portafolio se hicieron públicas en diferentes bolsas alrededor del mundo, y más de 325 fueron adquiridas o participaron en una fusión.
En 2014, Intel Capital poseía 26 oficinas entre Bélgica, Brasil,  China, India,  Alemania, Irlanda, Japón, Israel, Nigeria,  Polonia,  Rusia,  Singapur, Corea del Sur, Taiwán, Turquía, Reino Unido y EE. UU.

### Inversiones
Las inversiones de Intel incluyen Actions Semiconductor, AlterGeo, AppyStore, AVG, Bellrock Media, Box, Broadcom, Cloudera, CNET, Citrix Systems, Elpida Memory,  Gaikai, Gigya, IndiaInfoline.com, Inktomi, Insyde Software, Integrant Technologies, July Systems, Kingsoft, LogMeIn, Mall.cz, Marvell, Mellanox, Mirantis, MongoDB, MySQL, NIIT, Ondot Systems, PCCW, Red Hat, Rediff.com, Research in Motion (Blackberry), Saffron Technology, Sasken, Smart Technologies, Snapdeal, Sonda, Sohu.com, Stratoscale, TechFaith, Trigence Archivado el 23 de mayo de 2021 en Wayback Machine., VMware, Volocopter  y WebMD. En septiembre de 2017 y de acuerdo a los reportes, Intel Capital habría invertido mil millones de dólares en startups que incluían Mighty AI, Data Robot, Lumiata, entre muchas otras . En 2020 Intel Capital invirtió en Jio Platforms